# Zoran Janković (calciatore)
Zoran Janković (Inđija, 8 febbraio 1974) è un allenatore di calcio ed ex calciatore jugoslavo naturalizzato bulgaro, attaccante.

## Palmarès

### Giocatore

#### Competizioni nazionali
- Coppa di Bulgaria: 1

Liteks Loveč: 2000-2001
- Campionato cinese: 2

Dalian Shide: 2002, 2005